# Ярополк Володимирович
Яропо́лк Володи́мирович, Яропо́лк Милостивий, у західній традиції Яропо́лк II (1082 — 18 лютого 1139) — руський князь із династії Рюриковичів. П'ятий син князя Володимира Мономаха та його першої дружини Гіти, дочки англійського короля Гарольда II Ґодвінсона. Князь переяславський (1114—1132) та Великий князь Київський (15 квітня 1132 — 18 лютого 1139)

## Біографія

### Молоді роки

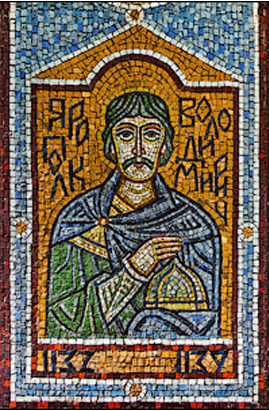
Мозаїка із зображенням Ярополка на станції Київського метро «Золоті ворота»

Ярополк жив у згоді з батьком Володимиром Мономахом і старшим братом Мстиславом Великим. Великий князь дбав про єдність київської держави і вів боротьбу з чернігівськими князями — Ольговичами, які намагалися з допомогою половців захопити київський престол. Як згадує літописець, Ярополк визначався мужністю і здобув велику славу успішними походами проти половців. Про Ярополка див. М. Грушевський «История Киевской земли от смерти Ярослава до конца XIV столетия. Опыт исследования» (1891).
Із батьком Володимиром Мономахом у 1103, 1109, 1111 і 1113 роках брав участь у походах проти половців, а 1116 і 1120 року завдав їм значних поразок. У 1116 році завдав половській орді Шаруканя страшного удару. Син Шаруканя Отрок відразу прийняв пропозицію грузинського царя Давида IV Будівника і 45000 половців переселилися у Грузію. Аланія пропустила їх через свої землі. Союз Києва і Аланії, обох зацікавлених у зменшенні половців у Подонні, скріплений шлюбом Ярополка і Олени, міг змусити Отрока погодитися на пропозиції грузинського царя. У червні 1125 року в битві біля Полкстіня на чолі переяславської дружини розбив половецьке військо.

### Велике княжіння
15 квітня 1132 помер старший брат Ярополка, київський князь Мстислав Великий, заповівши братові київський стіл; бездітний Ярополк зобов'язувався після своєї смерті передати Київ старшому синові Мстислава, Всеволоду. 17 квітня 1132 р. Ярополк без ускладнень сів на столі, але на відміну від свого попередника не впорався з роллю «старійшого» серед руських князів.
Коли Ярополк перевів з Новгорода до Переяслава свого небожа Всеволода Мстиславича, брати Ярополка Юрій Долгорукий та Андрій Добрий резонно вирішили що київський князь готує собі спадкоємця і відчули себе скривдженими, оскільки за «лествічним правом» їхні права на Київ були більшими за права племінників. Намагання Ярополка задобрити братів і вирішити справу миром призвели до усобиці. Конфлікт навколо Переяслава переріс у широкомасштабну війну (1134), в якій Ярополк та його брати воювали проти синів Мстислава Володимировича та їхніх нових союзників Ольговичів, очолюваних чернігівським князем Всеволодом Ольговичем. Розкол клану Мономашичів зміцнив позиції Ольговичів, які не задовольнялися поступками з боку Ярополка і рушили в союзі з половцями на Київ у 1138 році. Перед загрозою втрати столиці Мономашичі припинили чвари і прийшли на допомогу Ярополку. Всеволод був розбитий, обложений у Чернігові та змушений просити миру. Однак вже скоро по смерті Ярополка йому вдалось вигнати з Києва його брата Вячеслава і сісти на великокняжий стіл.

### Смерть та поховання
Помер у Києві 18 лютого 1139 року. Був похований в церкві св. Андрія Янчиного монастиря.

## Родина
- Батько: Володимир Мономах
- Матір: Гіта Вессекська — донька англійського короля Гарольда II Ґодвінсона.
- Дружина (з 1116): Олена NN (? — після 1146) — донька яського (аланського) князя.
- Син (за однією з версій): Василько.

## Родовід
|  |                                                   |  |  |  |  |  |  |  |  |  |  |  |  |  |  |  |
|  | 8. Ярослав Мудрий, великий князь київський        |  |  |  |  |  |  |  |  |  |  |  |  |  |  |  |
|  |                                                   |  |  |  |  |  |  |  |  |  |  |  |  |  |  |  |
|  |                                                   |  |  |  |  |  |  |  |  |  |  |  |  |  |  |  |
|  | 4. Всеволод Ярославич, великий князь київський    |  |  |  |  |  |  |  |  |  |  |  |  |  |  |  |
|  |                                                   |  |  |  |  |  |  |  |  |  |  |  |  |  |  |  |
|  |                                                   |  |  |  |  |  |  |  |  |  |  |  |  |  |  |  |
|  | 9. Інгігерда, принцеса шведська                   |  |  |  |  |  |  |  |  |  |  |  |  |  |  |  |
|  |                                                   |  |  |  |  |  |  |  |  |  |  |  |  |  |  |  |
|  |                                                   |  |  |  |  |  |  |  |  |  |  |  |  |  |  |  |
|  | 2. Володимир Мономах, великий князь київський     |  |  |  |  |  |  |  |  |  |  |  |  |  |  |  |
|  |                                                   |  |  |  |  |  |  |  |  |  |  |  |  |  |  |  |
|  |                                                   |  |  |  |  |  |  |  |  |  |  |  |  |  |  |  |
|  | 10. Костянтин IX Мономах, візантійський імператор |  |  |  |  |  |  |  |  |  |  |  |  |  |  |  |
|  |                                                   |  |  |  |  |  |  |  |  |  |  |  |  |  |  |  |
|  |                                                   |  |  |  |  |  |  |  |  |  |  |  |  |  |  |  |
|  | 5. Марія-Анастасія Мономах                        |  |  |  |  |  |  |  |  |  |  |  |  |  |  |  |
|  |                                                   |  |  |  |  |  |  |  |  |  |  |  |  |  |  |  |
|  |                                                   |  |  |  |  |  |  |  |  |  |  |  |  |  |  |  |
|  | 11. Олена Склирена (?)                            |  |  |  |  |  |  |  |  |  |  |  |  |  |  |  |
|  |                                                   |  |  |  |  |  |  |  |  |  |  |  |  |  |  |  |
|  |                                                   |  |  |  |  |  |  |  |  |  |  |  |  |  |  |  |
|  | 1. Ярополк Володимирович, великий князь київський |  |  |  |  |  |  |  |  |  |  |  |  |  |  |  |
|  |                                                   |  |  |  |  |  |  |  |  |  |  |  |  |  |  |  |
|  |                                                   |  |  |  |  |  |  |  |  |  |  |  |  |  |  |  |
|  | 12. Ґодвін Вессекський                            |  |  |  |  |  |  |  |  |  |  |  |  |  |  |  |
|  |                                                   |  |  |  |  |  |  |  |  |  |  |  |  |  |  |  |
|  |                                                   |  |  |  |  |  |  |  |  |  |  |  |  |  |  |  |
|  | 6. Гарольд II Ґодвінсон, король Англії            |  |  |  |  |  |  |  |  |  |  |  |  |  |  |  |
|  |                                                   |  |  |  |  |  |  |  |  |  |  |  |  |  |  |  |
|  |                                                   |  |  |  |  |  |  |  |  |  |  |  |  |  |  |  |
|  | 13. Гіта Торкельсдоттір                           |  |  |  |  |  |  |  |  |  |  |  |  |  |  |  |
|  |                                                   |  |  |  |  |  |  |  |  |  |  |  |  |  |  |  |
|  |                                                   |  |  |  |  |  |  |  |  |  |  |  |  |  |  |  |
|  | 3. Гіта Вессекська, принцеса англійська           |  |  |  |  |  |  |  |  |  |  |  |  |  |  |  |
|  |                                                   |  |  |  |  |  |  |  |  |  |  |  |  |  |  |  |
|  |                                                   |  |  |  |  |  |  |  |  |  |  |  |  |  |  |  |
|  | 7. Едит Лебедина Шия                              |  |  |  |  |  |  |  |  |  |  |  |  |  |  |  |
|  |                                                   |  |  |  |  |  |  |  |  |  |  |  |  |  |  |  |
|  |                                                   |  |  |  |  |  |  |  |  |  |  |  |  |  |  |  |

## Ярополк Володимирович в «Есеях» Мішеля де Монтеня
Ярополка Володимировича згадує Мішель де Монтень в есе «Про корисне та чесне» як приклад того, що зрада часто карається тими, в чиїх інтересах чиниться, де наводить історію, запозичену із «De origine et rebus gestis Polonorum» польського історика XVI ст. Яна Гербурта з Фельштина (пол. Jan Herburt z Felsztyna) — першу історію Польщі, перекладену на французьку мову (Франсуа Бодуеном у 1573 році). Гербурт і слідом за ним Монтень розповідають про те, як засліплений жадобою помсти Ярополк скористався послугами угорського шляхтича-зрадника, щоб заподіяти польському князю Болеславу III Кривоустому значної шкоди, сплюндрувавши Віслицю. Задовольнивши жадобу помсти та побачивши незатьмареним пристрастями поглядом ницість зради, Ярополк відчув такі докори сумління, що жорстоко стратив шляхтича. Насправді ж, згідно з хроністом початку XIII століття Вінцентієм Кадлубеком, головною дійовою особою цієї історії (взяття Віслиці відбулося в лютому 1135 року) року був не Ярополк, а перемиський князь Володимирко Володаревич, що мстився таким чином за підступне взяття в полон свого батька Володаря Ростиславича. Ян Длугош, однак, ввів до цього сюжету особи Володимира Мономаха як того, хто зазнав образи, і його сина Ярополка Володимировича та онука Василька (можливо, мався на увазі Василько Ярополкович, хоча його походження саме від Ярополка Володимировича не доведене) як месників. У XVI столітті історик Мартін Кромер виключив з числа дійових осіб усіх, крім Ярополка; саме цю версію й запозичив для своєї книги Ян Гербурт.